# Eulocastra chrysarginea
Eulocastra chrysarginea là một loài bướm đêm trong họ Noctuidae.